# Carassius auratus argenteaphthalmus
Il Carassius auratus argenteaphthalmus è una sottospecie del comune pesce rosso presente unicamente nel Vietnam.